# Língua fuyu quirguiz
Fuyu Quirguiz (Fuyü Gïrgïs, Fu-Yu Kirgiz), também conhecido como Kirghiz Manchu, é a mais oriental das línguas turcomanas. Apesar de seu nome, não é uma variedade da língua quirguiz, estando mais próxima da língua khakas. O povo originou-se na região do rio Ienissei da Sibéria, mas foi transferido para Zungária pelos zungares.

## História
Em 1761, depois que os dzungares foram derrotados pelos Qing, um grupo de Quirguizes Ienisseianos foi deportado (juntamente com alguns dzungares falantes da língua oirata) para a bacia do rio Nonni (Nen) na Manchúria / nordeste da China.  Os Quirguises da Manchúria, ficaram conhecidos como Fuyu Quirguizes, mas muitos se fundiram à população mongol e chinesa. A língua Chinesa e Oirata substituíram o Quirguiz durante o Manchukuo como as línguas duplas do Quirguistão baseado em Nonni.
A língua fuyu quirguiz é falada hoje na província Heilongjiang do nordeste da China, no condado Fuyu, Qiqihar (300; km a noroeste de Harbin) por um pequeno número de falantes passivos que são classificados como Quirguizes em nacionalidade.

## Fonologia
Embora uma análise completa dos fonemas de Girgis (Fuyu Quirguiz) não tenha sido feita, Hu e Imart fizeram numerosas observações sobre o sistema de sons em sua tentativa de descrição da linguagem. Eles descrevem Girgis como tendo as vogais curtas anotadas como "a, ï, i, o, ö, u, ü" que correspondem aproximadamente aos IPA  [a, ə, ɪ, ɔ, œ, ʊ, ʉ], com arredondamento mínimo e tendência à centralização.  A extensão da vogal é fonêmica e ocorre como resultado de exclusão consonantal (Girgis  / pʉːn / vs. Quirguiz  / byɡyn /). Cada vogal curta tem uma vogal longa equivalente, com a adição de  / e /. Girgis exibe harmonia vocálica bem como harmonia consoante. Os sons de consoantes em Girgis, incluindo variantes alofônicas, são  [p, b, ɸ, β, t, d, ð, k, q, ɡ, h, ʁ, ɣ, s, ʃ, z, ʒ, dʒ, t, m, n, ŋ, l, r, j]. Girgis não exibe uma diferença fonêmica entre o conjunto de oclusivas  / p, t, k / e  / b, d, ɡ /; essas também podem ser aspiradas para  [pʰ, tʰ, kʰ] em empréstimos do chinês.

## Falantes
Em 1980, o Fuyu Girgis era falado pela maioria dos adultos de uma comunidade de cerca de cem casas. No entanto, muitos adultos na área mudaram para falar uma variedade local da língua mongol, e as crianças mudaram para o chinês como ensinado no sistema educacional.